# Nationaal park Ruaha
Ruaha National Park is met een oppervlakte van 10.300 km2 het op twee na grootste nationaal park van Tanzania (na Selous en de Serengeti). Het ligt midden in Tanzania, 130 km ten westen van Iringa. Het maakt deel uit van een groot ecosysteem, waartoe ook het "Rungwa Game Reserve" en "Usangu Game Reserve" behoren.

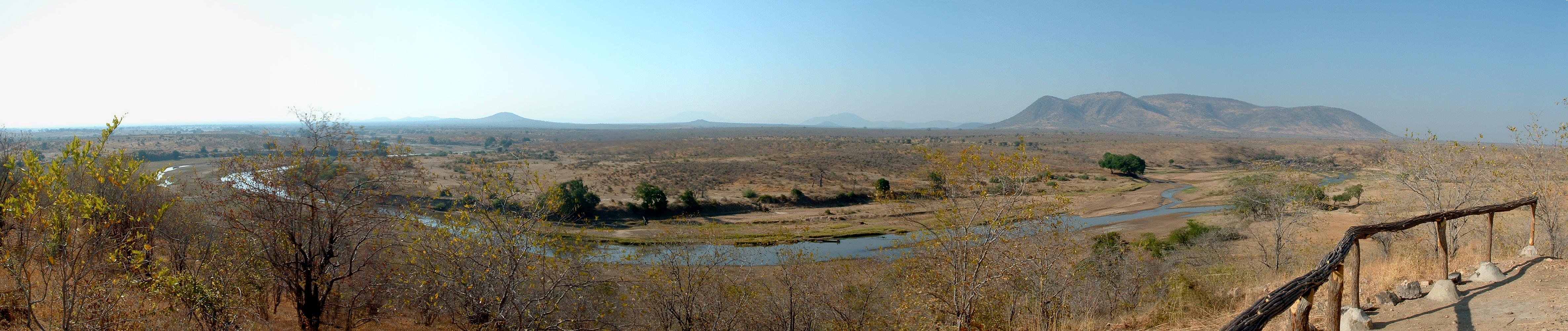
Ruaha National Park, uitzicht over de "Great Ruaha River"

De naam van het park komt van de "Great Ruaha River" die door het park stroomt en de belangrijkste rivier in het park is. Het park is met de auto te bereiken via Iringa en er is een airstrip bij de Park Headquarters.
Al in 1910 werd het gebied waar Ruaha deel van uitmaakt, door het Duitse koloniale bestuur aangewezen als beschermd gebied, genaamd Saba River Game Reserve. In 1946 werd het door de Britten omgedoopt in Rungwa Game Reserve en in 1964 werd een gedeelte daarvan Ruaha National Park.

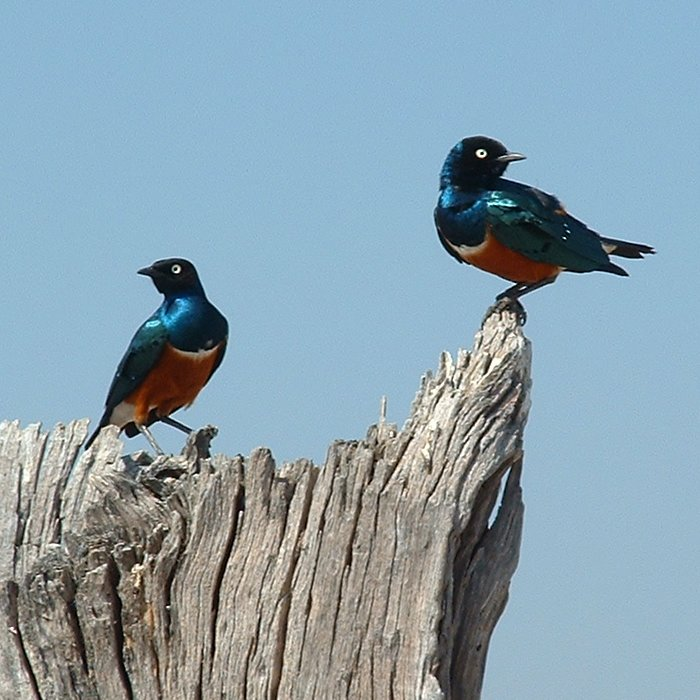
Driekleurige glansspreeuwen (Lamprotornis superbus)

Ruaha is vooral bekend om zijn grote populatie olifanten. Tegenwoordig lopen er zo'n 10.000 rond in het park.
Daarnaast is Ruaha een waar paradijs voor de vogelliefhebber, er zijn 436 soorten geïdentificeerd en naar schatting zijn er zo'n 475. Veel daarvan zijn vaste bewoners van het park zoals diverse neushoornvogels, ijsvogels en honingzuigers. Ook veel migranten doen Ruaha aan, bijvoorbeeld de ooievaar.
Andere bijzondere dieren in Ruaha zijn: de Afrikaanse wilde hond en de sabelantilope. Neushoorns zijn voor het laatst in 1982 gesignaleerd en zijn waarschijnlijk uitgestorven in het park door toedoen van stropers.

## Het opdrogen van de Great Ruaha River
Veel van de rivieren in Ruaha (o.a. de Mwagusi en de Mdonya) zijn zandrivieren. De Great Ruaha River was altijd de enige rivier die het hele jaar stroomde. Echter in 1993 hield de rivier voor het eerst sinds mensenheugenis enkele weken op te stromen. In de jaren daarna zijn de droge perioden steeds langer geworden tot meer dan 100 droge dagen per jaar (in 2003).
In 1997 werden de steeds langere droge perioden onderbroken door het El Niño-fenomeen, dat overal elders ongeluk bracht, maar voor Ruaha goed uitkwam.

Sinds enige tijd worden er maatregelen genomen om de oorzaken van de opdroging tegen te gaan. Die oorzaken zijn de rijstbouw, waarvoor bovenstrooms veel water wordt onttrokken en het houden van vee in de Usangu wetlands, dat de bodem te veel aanstampt,waardoor de moerassen niet veel water meer kunnen vasthouden.